# Pączek

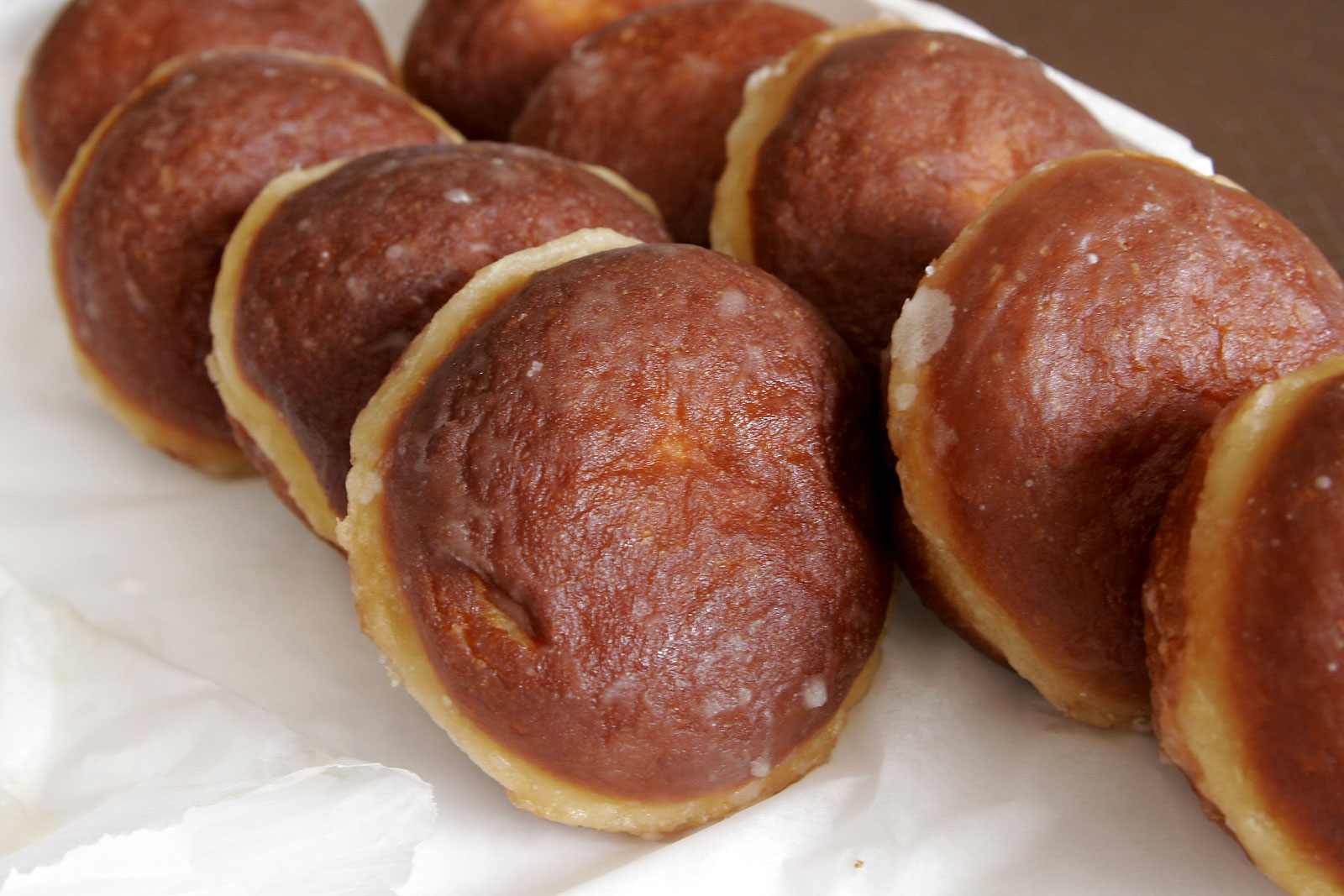
pączki

El pączek (pronunciado [ˈpɔ̃t͡ʂɛk]; en plural pączki, pronunciado [ˈpɔ̃t͡ʂki]) es un buñuelo tradicional de Polonia.

## Características
El pączek es un trozo de masa frita en aceite abundante y formado como una bola aplastada (una especie de fruta de sartén), relleno de confitura o de otro dulce. Generalmente el pączek está cubierto de azúcar molido, de azúcar glasé o de pedazos secos de cáscara de naranja.
Aunque se parece a masa berlinesa o a donuts de jalea, el pączek está hecho a partir de masa de huevos, grasas, azúcar y, a veces, de leche. Lleva fruta variada, rellenos de crema, puede estar glaseado o llevar un recubrimiento de azúcar glas o granulado. Los rellenos tradicionales son: mermelada de ciruelas y de hojas de rosas, pero también son usados otros rellenos, incluso limón, fresa, crema bavariana, arándanos, natillas, frambuesa y manzana.
El pączek es conocido en Polonia al menos desde la Edad Media. Jędrzej Kitowicz ha recordado que durante el reinado de Augusto III, bajo la influencia de cocineros franceses que fueron a Polonia, la masa de pączek fue mejorada para que fuera más ligero, más esponjoso y más flexible. 

## Costumbres
En Polonia, los pączki se comen especialmente el jueves Lardero (el último jueves antes de Cuaresma). Muchos polacos que viven en Estados Unidos celebran el día de pączek el martes de Carnaval (un día antes del miércoles de ceniza). Tradicionalmente se preparaban los pączki a base de  manteca de cerdo, azúcar, huevos y fruta en casa, elementos que no se podían consumir durante la Cuaresma.
En una comunidad polaca de Chicago y en otras grandes ciudades del Medio Oeste de Estados Unidos (como por ejemplo Detroit), también el día de pączek anualmente lo celebran los inmigrantes y los inmigrantes locales. En Búfalo, Cleveland, Detroit, Windsor, Milwaukee, Pulaski y en South Bend (Curva del Sur) el día de pączek es celebrado comúnmente el martes Lardero en vez del jueves Lardero. En Chicago se celebra también el jueves Lardero debido a su considerable popularidad polaca. 
En Hamtramck, un barrio en Detroit, se celebra anualmente el desfile del día de pączek (el jueves lardero) y se pueden ver las líneas de panaderías 24 horas antes de que estos manjares fritos en aceite abundante salgan a la venta el jueves por la mañana. Según la policía de Garfield Heights, un año, 3,000 personas esperaban los pączki. La celebración del día del pączek en algunas zonas supera a las celebraciones para el Día de San Patricio.
Este día marca la celebración católica del comienzo de Cuaresma. La temporada cuaresmal es el principio de 40 días del ayuno. Los católicos hacen eso para estar más cerca del Cristo a fin de lograr la resurrección durante la Pascua por abandonar sus almas más enteramente congeniando con Gospel.